# 尤拉克尤拉克山
19°41′S 65°39′W / 19.683°S 65.650°W
尤拉克尤拉克山（Yuraq Yuraq），是玻利維亞的山峰，位於該國南部波托西省，處於波托西東南面，屬於安第斯山脈中波托西山脈的一部分，海拔高度約4,920米。